# باربرا ستروزي
باربرا ستروزي، تسمى أيضًا باربرا فالي، (بالإيطالية: Barbara Strozzi)، (عمدت في 6 أغسطس 1619 - 11 نوفمبر 1677) مغنية وملحِّنة إيطالية من عصر الباروك وخلال حياتها نشرت ستروزي ثمانية مجلدات من موسيقاها الخاصة ولديها موسيقى مطبوعة أكثر من أي مؤلف موسيقي آخر في تلك الحقبة. كان هذا ممكنًا دون أي دعم من الكنيسة أو رعاية مستمرة للنبلاء.
لقد طغت على حياة باربرا ستروزي ومسيرتها المهنية ادعاءات بأنها عاهرة وهو أمر لا يمكن تأكيده تمامًا في الوقت الذي كان يُفترض فيه في كثير من الأحيان أن صناعة الموسيقى النسائية هي أصول فكرية للعهر.

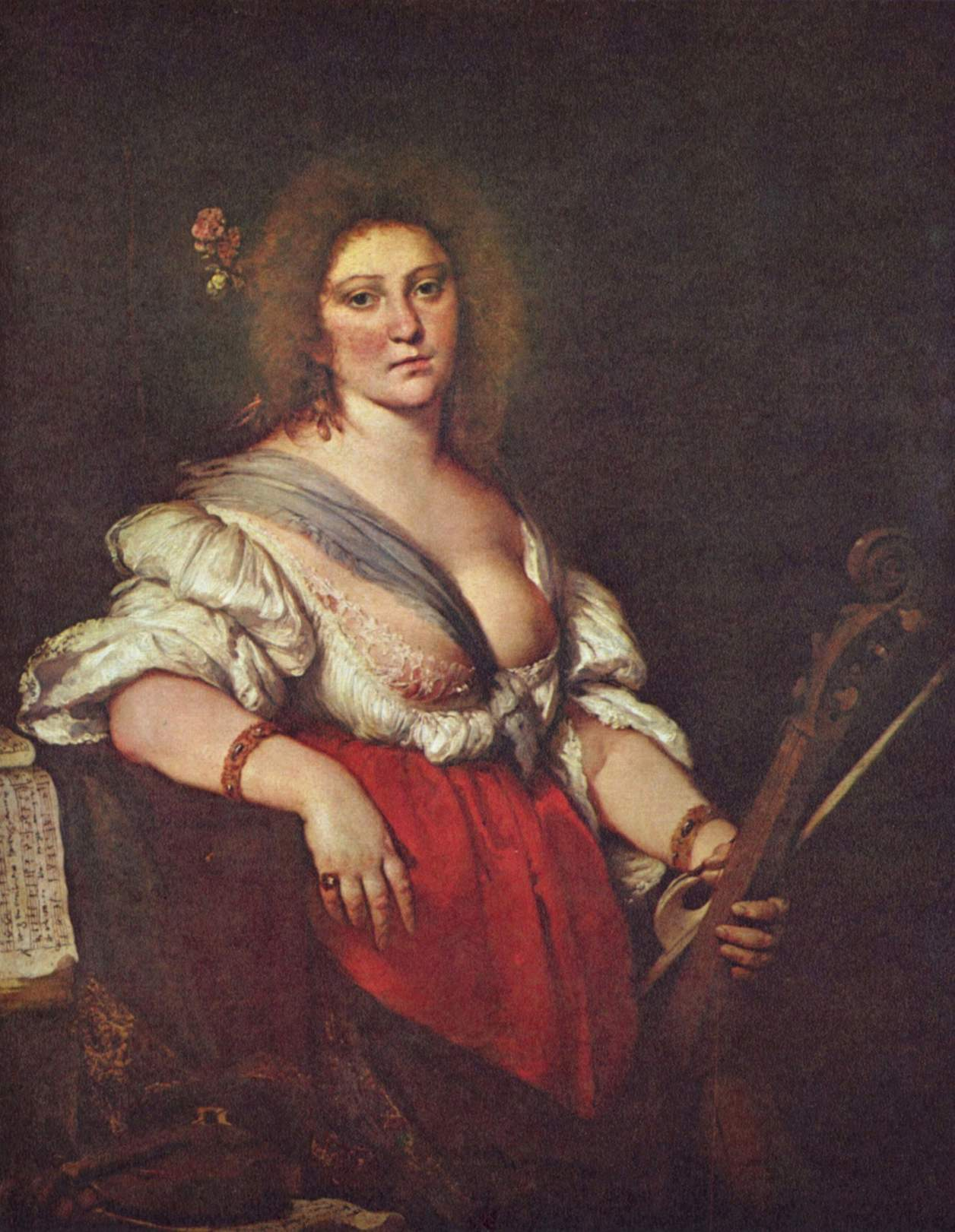
Gambenspielerin (The Viola da Gamba Player), c. 1630–1640, (Gemäldegalerie, Dresden)Source text 136 / 5000 Translation results لوحة بواسطة برناردو ستروزي ويعتقد أنها ل(باربرا ستروزي) و من غير الواضح ما إذا كان الرسام مرتبطًا على الفور بعائلة ستروزي.

## السيرة الشخصية

### النشأةوالمراهقة
ولدت باربرا ستروزي (باربرا فالي عند ولادتها) في البندقية عام 1619 لامرأة تُعرف باسم «لا جريجيتا» (و في مصادر أخرى يشار إليها أيضًا باسم إيزابيلا جريجا أو إيزابيلا جارزوني). تم تعميدها في كنيسة سانتا صوفيا في منطقة كاناريجيو (سيستيري) في البندقية وعلى الرغم من أن شهادة ميلاد باربرا لا تقدم معلومات عن هوية والدها فمن المفترض أن والدها البيولوجي ربما كان (جوليو ستروزي) الشاعر والمحرّر  وهو شخصية مؤثرة للغاية في البندقية في القرن السابع عشر. كان جوليو ستروزي عضوًا في (Incogniti انكوجنيتي) وهي إحدى أكبر الأكاديميات الفكرية وأكثرها شهرة في أوروبا وقوة سياسية واجتماعية رئيسية في جمهورية البندقية وخارجها. لا يُعرف الكثير عن والدة باربرا ولكن المؤرخين يعتقدون أن إيزابيلا كانت خادمة لجوليو وذلك حيث كانت باربرا وإيزابيلا تعيشان في منزل جوليو وتم إدراجهما في وصيته. على الرغم من أن باربرا كانت طفلة غير شرعية ((لم يكن والديها متزوجين في وقت حملها أو ولادتها))إلا أن كان والدها جوليو أشار إليها على أنها «ابنته بالتبني» وكان له دور فعال في مساعدتها على تأسيس حياتها المهنية كموسيقية في وقت لاحق من حياتها.

### الحياة كموسيقية شابة
بحلولها أواخر سن المراهقة بدأت باربرا في اكتساب سمعة غنائية. وفي عامي 1635 و1636 وتم نشر مجلدين من الأغاني من قبل (نيكول فونتي) تسمى Bizzarrie poetiche (شذوذ شعرية) وهي مليئة بالثناء على قدرة باربرا على الغناء  وزودتها تجربة الأداء التي مرت بها في Unisoni بالخبرة الصوتية التي تجلت أيضًا في منشوراتها اللاحقة مما دل على موهبتها التركيبية.

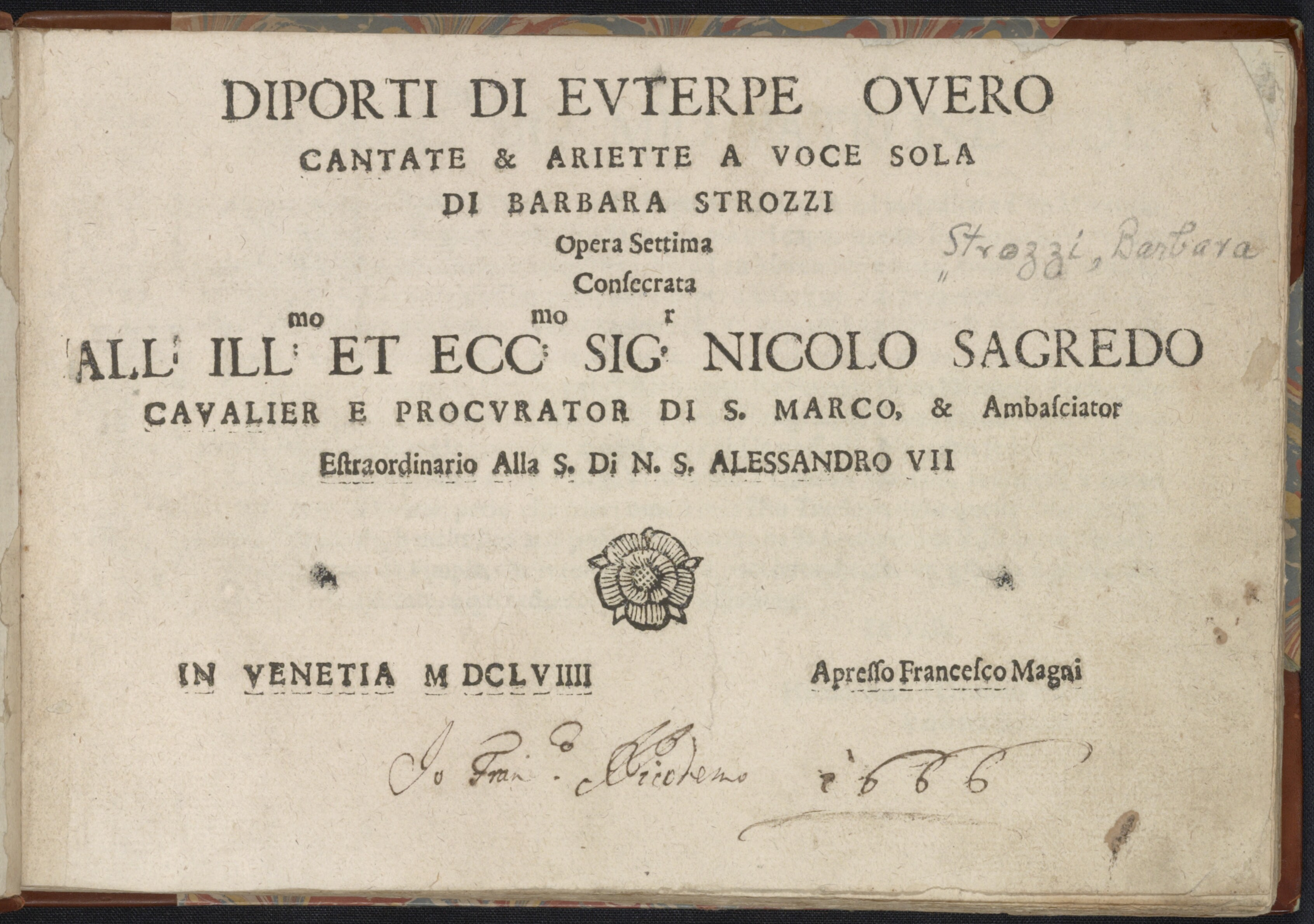
عنوان الصفحة ملذات يوترب

### حياتها اللاحقة والموت
لا يُعرف سوى القليل عن حياة باربرا ستروزي خلال أربعينيات القرن السادس عشر؛ ومع ذلك يُفترض أنها كانت محظية لأحد نبلاء البندقية جيوفاني باولو فيدمان وأدت هذه العلاقة إلى أن تصبح أماً لأربعة أطفال.
في خلال هذا الوقت كانت هناك معاملات مالية بين باربرا ستروزي وجيوفاني باولو فيدمان ويُعتقد أنها قدمت قرضًا يجب سداده بعد وفاة فيدمان. ربما كان الاهتمام بنسبة 10٪ تقريبًا وسيلة لضمان بعض الدعم لباربرا وأطفالها بعد وفاة جيوفاني باولو فيدمان.
ماتت باربرا ستروزي في بادوفا عام 1677 عن عمر يناهز 58 عامًا. ويُعتقد أنها دفنت في إرميتاني (Eremitani)). عندما ماتت دون ترك وصية طالب ابنها جوليو بيترو بميراثها بالكامل.

## التسجيلات والعروض

### التسجيلات
هناك تسجيلات عديدة. احتوت بعضها على أعمال باربرا حصريًا بينما احتوى البعض الآخر على قطع قليلة فقط.
```
* باربرا ستروزي: The Virtuosissima Cantatrice (2011) 
[
11
]

*باربرا ستروزي: أريت للصوت المنفرد المرجع 6 / ميروكو، رامبالدي (2011) 
[
12
]

*باربرا ستروزي:
العواطف
 والرذائل 
والموضة
 / بيلانجر كونسورت باروك لورنتيا (
2014
) "Barbara Strozzi: Passioni, Vizi & Virtu / Belanger ... - Stradivarius: STR33948 | Buy from ArkivMusic". www.arkivmusic.com. Retrieved 29 September 2019.
*باربرا ستروزي:
أوبرا
 أوتافا وآرياس وكانتاتي (2014) 
[
13
]

*باربرا ستروزي: لاغريم مي (2015) 
[
14
]

*ديو ألمي إنامريتس - ستروزي إلخ / إنسيمبل كايروس (2006) 
[
15
]

*
الخزانة
 
الذهبية
 
لموسيقى
 
النهضة
 (2011) 
[
16
]

*الباروك رثاء المجلد 3 / فارتولو الموسيقية مصلى سان بترونيو (2011) 
[
17
]

* Ferveur & Extase / ستيفاني دوستراك، أماريليس (2012) 
[
18
]

*La Bella Piu Bella: أغاني من إيطاليا 
الباروكية
 المبكرة (2014) 
[
19
]

*الحوارات 
الصوتية
 المنفردة (
2015
) 
[
20
]

*O Magnum Mysterium: موسيقى 
الباروك
 الصوتية 
الإيطالية
 (2015) 
[
21
]
```